# Birjukowe
Birjukowe (ukrainisch Бірюкове – ukrainisch offiziell seit dem 12. Mai 2016 Krynytschne/Криничне; russisch Бирюково/Birjukowo) ist eine Siedlung städtischen Typs im Osten der Ukraine mit etwa 4000 Einwohnern.

## Geographie
Der Ort in der Oblast Luhansk liegt am Fluss Kundrjutschja, etwa 15 Kilometer südlich der Rajonshauptstadt Swerdlowsk und 73 Kilometer südöstlich der Oblasthauptstadt Luhansk. Die Grenze zu Russland verläuft etwa fünf Kilometer östlich des Ortes.
Birjukowe bildet verwaltungstechnisch zusammen mit den Ansiedlungen Dowschanske (Довжанське) und Bratske (Братське) eine gemeinsame Siedlungsratsgemeinde.

## Geschichte
Der Ort wurde im Jahre 1778 als Krinitschnoje (Криничное) durch ehemalige Leibeigene aus Rowenky und Krasnowka gegründet und 1967 schließlich zu einer Siedlung städtischen Typs ernannt. 1920 erhielt der Ort seinen heutigen Namen, als Namensgeber gilt der Revolutionär Birjukow.
Seit Sommer 2014 ist der Ort im Verlauf des Ukrainekrieges durch Separatisten der Volksrepublik Lugansk besetzt.